# Anderz Wrethov
Anders Wrethov, professionnellement connu sous le nom de Anderz Wrethov, est un auteur-compositeur et producteur suédois. Dans le cadre du Melodifestivalen, il a écrit plus de 40 chansons en compétition, et a remporté trois fois la sélection en tant qu'auteur-compositeur en 2019, 2021 et 2025.

## Biographie

### Jeunesse et débuts
Wrethov naît à Trelleborg et grandit à Vellinge. Diplômé de la Musikhögskolan de Malmö en 2002, il chante et joue du piano et de la guitare. Il commence à apprendre à jouer de la guitare à l'âge de sept ans et a également pris des cours de piano. Dans les années 1980, il commence à écouter du hard rock et à jouer de la guitare électrique.
Après avoir obtenu son diplôme de Musikhögskolan, où il a étudié la guitare, le piano et le chant, il travaille comme producteur et auteur-compositeur.

### Carrière
Wrethov a travaillé avec un certain nombre d'artistes en Suède et à l'étranger ; lui et sa sœur Elin font partie de l'équipe d'auteurs-compositeurs de la chanson Always, la participation azerbaïdjanaise au concours Eurovision de la chanson 2009, qui se classe troisième en finale. Il a également coécrit et produit des chansons pour Melodifestivalen, le concours suédois de qualification pour le Concours Eurovision de la chanson, à plusieurs reprises. En 2018, il coécrit la contribution chypriote au concours Eurovision de la chanson 2018, Fuego, interprétée par Eleni Foureira, qui se classée deuxième du concours. En 2019, il a coécrit quatre des entrées, dont la chanson gagnante, Too Late for Love.
En 2015, à l'occasion de la sortie au Japon du film Avengers : L'Ère d'Ultron, Marvel Japan recrute Wrethov pour composer une chanson originale, In Memories, une ballade émotionnelle qui a également figuré dans les bandes-annonces japonaises du film. 